# Cerekvice nad Bystřicí
Cerekvice nad Bystřicí là một làng thuộc huyện Jičín, vùng Královéhradecký, Cộng hòa Séc.